# Егорьевское (Владимирская область)
Егорьевское — деревня в Александровском районе Владимирской области. Входит в состав Андреевского сельского поселения. Постоянное население с начала 1980-х годов отсутствует, есть только дачники.

## География
Деревня расположена в 25 км на северо-запад от центра поселения села Андреевского и в 30 км на северо-восток от города Александрова, в 2 км от железнодорожной платформы Багримово на линии Александров — Ярославль.

## История
В первый раз в Георгиевском церковь была устроена в 1694 году на средства местного помещика Дубровского и освящена во имя Благовещения Пресвятой Богородицы. В 1713 году церковь сгорела, а к 1715 году построена была новая и освящена в честь Благовещения Пресвятой Богородицы. В 1750 году на средства другой помещицы графини Салтыковой построена вновь церковь и освящена в тоже наименование. В 1839 году вместо бывшей деревянной церкви в Георгиевском построен был каменный храм с колокольней. Престолов в нем было три: в холодной во имя Благовещения Пресвятой Богородицы, в трапезе теплой во имя Архистратига Михаила и Боголюбской иконы Божьей Матери. Приход состоял из села Георгиевского и деревень Володимирова и Петровской. В годы Советской Власти церковь была полностью разрушена.
В конце XIX — начале XX века село входило в состав Андреево-Годуновской волости Александровского уезда Владимирской губернии. В 1905 году в селе числилось 18 дворов.
С 1929 года деревня входила в состав Годуновского сельсовета Александровского района, с 2005 года — в составе Андреевского сельского поселения.

## Население
| 1859 | 1905 | 1926 | 2002 | 2010 | 2021 |
| ---- | ---- | ---- | ---- | ---- | ---- |
| 84   | ↗101 | ↗110 | ↘0   | →0   | →0   |